# Beekoeverlibel
De beekoeverlibel (Orthetrum coerulescens) is een echte libel (Anisoptera) uit de familie van de korenbouten (Libellulidae).

## Kenmerken
De beekoeverlibel is de kleinste van de oeverlibellen in Nederland. Het achterlijf is smaller dan bij de gewone oeverlibel (Orthetrum cancellatum) en de zuidelijke oeverlibel (Orthetrum brunneum). De pterostigmata zijn okergeel tot lichtbruin en de ogen zijn blauwgrijs. Het borststuk is aan de bovenzijde (meestal) bruin met twee duidelijk afgetekende lichte schouderstrepen. Uitgekleurde mannetjes krijgen een geheel blauw berijpt achterlijf, (vrijwel) zonder zwarte punt. Sommige mannetjes krijgen in meer of mindere mate blauwe berijping op het borststuk, waardoor de schouderstrepen vervagen. Het gezicht is bruin. Jonge mannetjes en vrouwtjes hebben een okerkleurig tot bruin achterlijf, met een dunne zwarte lengtestreep over het midden. De lichaamslengte van volwassen dieren ligt tussen 36 en 45 millimeter.

In het zuidoosten van Europa is het borststuk vaak helemaal blauw berijpt, net als bij bijvoorbeeld de Zuidelijke oeverlibel. Dit heeft aanleiding gegeven om de ondersoort anceps te benoemen, die door sommigen als soort wordt gezien. Doordat er veel overlap is tussen anceps en de nominaat wordt ook de ondersoortstatus betwist.
De larve is 16 tot 20 mm lang.

## Vliegtijd
De vliegtijd van de beekoeverlibel loopt van eind mei tot half september, met een piek in juli en augustus.

## Gedrag en voortplanting
De eieren meten 0,50×0,35 mm en zijn oranjebruin. De ontwikkeling van de embryo's verloopt in vijf tot zes weken. De larven leven ingegraven in zand of modder op de bodem, vaak tussen waterplanten; ze overwinteren meestal twee keer. Uitsluipen gebeurt van eind mei tot begin augustus, met een piek in juli. Jonge beekoeverlibellen vliegen weg van het water en zijn soms in groten getale aan te treffen op heidevelden en andere beschutte plaatsen. Geslachtsrijpe mannetjes verdedigen een 'territorium' aan de waterkant, door vanaf een zitplaats in de vegetatie korte inspectievluchten te maken. Andere mannetjes worden hierbij verjaagd. Na de paring zet het vrouwtje los van het mannetje de eitjes af, door in vlucht de punt van het achterlijf in het water te dippen. Het mannetje blijft daarbij vlak bij haar vliegen, om andere mannetjes op een afstand te houden.

## Habitat

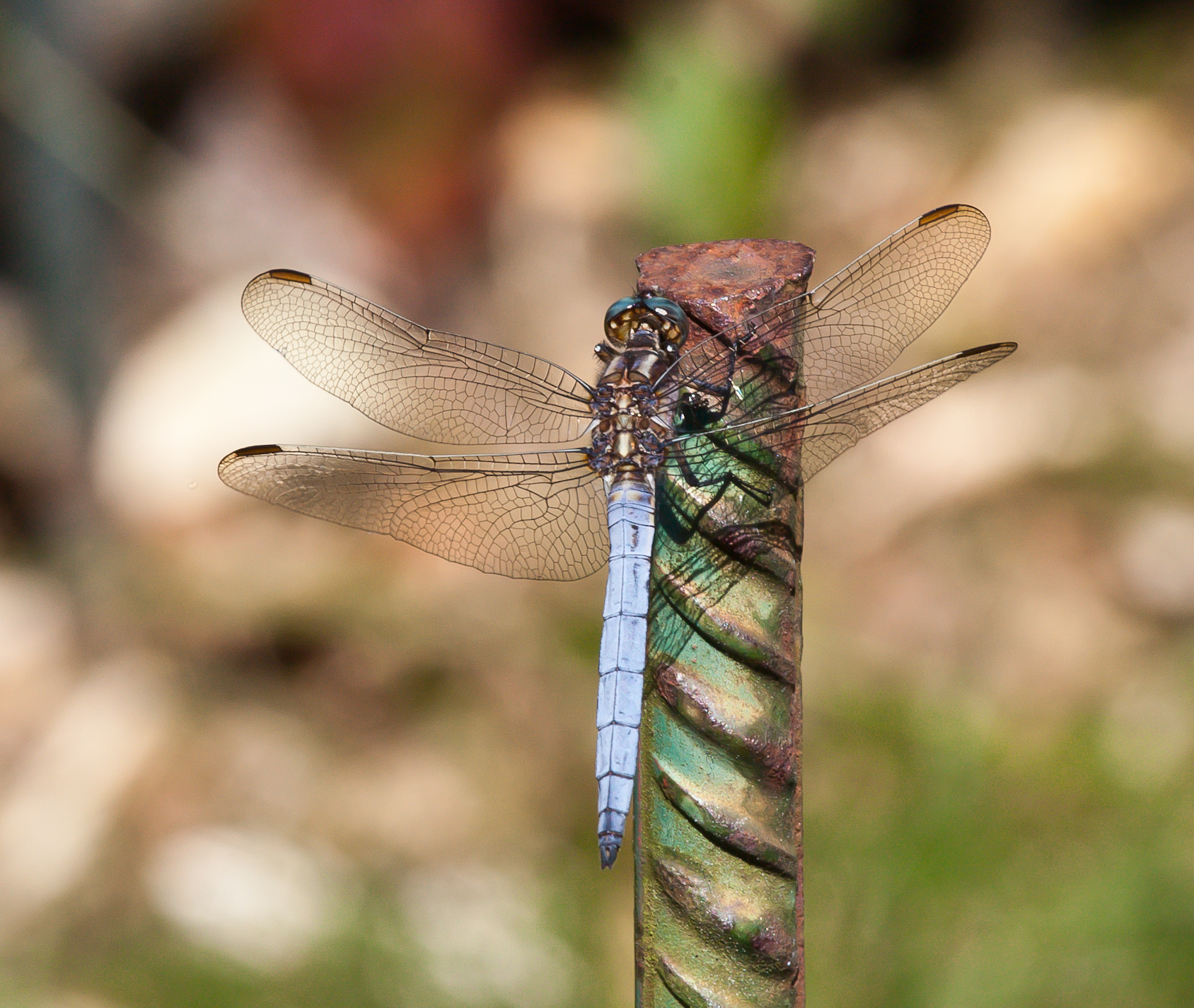
Exemplaar uit Spanje.

De habitat van de beekoeverlibel in Nederland bestaat voornamelijk uit vochtige heidevegetaties, zwak stromende kleine beken en kleine plassen en sloten. De voortplantingsbiotoop staat onder invloed van kwel. Het water mag niet te voedselrijk zijn en een hoge watertemperatuur is noodzakelijk. De soort geldt als warmte minnend en het leefgebied dient vrijwel de gehele dag in de zon te liggen. De omgeving van het water heeft een open vegetatiestructuur, met meestal enkele hoge planten.

## Verspreiding en voorkomen
De beekoeverlibel komt voor in vrijwel heel Europa, met uitzondering van het noordoosten. In het aangrenzende gebied (Midden-Oosten en Noord-Afrika) wordt de plek overgenomen door Orthetrum coerulescens anceps, die ook lokaal in Zuid-Europa voorkomt – deze ondersoort wordt door sommigen als soort beschouwd. In Noord-Afrika komt de soort ook voor en in Azië tot en met Oezbekistan.

De soort is zeer algemeen in het Middellandse Zeegebied. In Nederland is de beekoeverlibel vrij zeldzaam, met voorkomens in Limburg, oostelijk Noord-Brabant, de Achterhoek, Twente, Salland en de Veluwe.

## Verwante en gelijkende soorten
Zowel bij larven als bij volwassen dieren is verwarring mogelijk met de gewone oeverlibel (Orthetrum cancellatum) en de zuidelijke oeverlibel (Orthetrum brunneum). De gewone oeverlibel is groter en breder gebouwd; het achterlijf is meer pijlvormig. Uitgekleurde mannetjes gewone oeverlibel zijn herkenbaar aan een uitgebreide hoeveelheid zwart aan de achterlijfspunt, een bruin borststuk zonder lichte schouderstrepen en zwarte pterostigmata. Vrouwtjes en jonge mannetjes gewone oeverlibel hebben een geel achterlijf met twee dikke zwarte lengtestrepen, in plaats van een dunne middenstreep. Zuidelijke oeverlibellen kunnen erg op beekoeverlibellen lijken. Ze zijn iets groter en breder gebouwd en het gezicht is wittig blauw (bruin bij de beekoeverlibel). Beide geslachten zuidelijke oeverlibel missen de opvallende lichte schouderstrepen.

## Bedreigingen en bescherming
De beekoeverlibel staat op de Rode Lijst van de IUCN als niet bedreigd, beoordelingsjaar 2007. Op de Nederlandse Rode Lijst (2004) gold de soort nog als kwetsbaar, maar op de lijst van 2015 komt de beekoeverlibel niet meer voor.

## Naamgeving
De wetenschappelijke naam werd in 1798 als Libellula coerulescens gepubliceerd door Johann Christian Fabricius.

### Synoniemen
- Libellula vulgata Scopoli, 1763 (non Linnaeus, 1758)
- Libellula biguttata Donovan, 1808
- Libellula opalina Charpentier, 1825
- Libellula olympia Fonscolombe, 1837
- Libellula dubia Rambur, 1842 (non Vander Linden, 1825)
- Libellula anceps Schneider, 1845
- Libellula ramburii Selys, 1849
- Orthetrum translatum Bartenev, 1929
- Orthetrum helena Buchholz, 1954